# Fronte (unità militare)
Nella terminologia delle forze militari della Russia, un fronte (in russo фронт, front) è un'unità militare terrestre organica composta dall'unione di più armate, equivalente a un gruppo d'armate nell'ordinamento di altri eserciti.
Il termine "fronte" fu utilizzato per la prima volta dall'esercito dell'Impero russo nella prima guerra mondiale, e in seguito dall'Armata Rossa sovietica durante la guerra civile russa e la seconda guerra mondiale; anche l'esercito della Seconda Repubblica di Polonia utilizzò il termine "fronte" per i suoi raggruppamenti di armate nel corso della guerra sovietico-polacca e della campagna di Polonia del 1939.

## Struttura
Il fronte è un raggruppamento permanente di più armate diverse, poste sotto la direzione di un ufficiale superiore di alto grado come un generale d'armata o un maresciallo; l'ufficiale al comando di un fronte ha un'autorità pienamente operativa e non solo amministrativa: le armate inserite in un fronte non sono più subordinate ai comandanti in capo dei rispettivi servizi, i quali hanno solo il compito di fornire rinforzi e rifornimenti alla formazione, e il comandante del fronte ha la piena responsabilità nella preparazione e nella conduzione delle operazioni belliche che lo riguardano. Generalmente il comandante di un fronte risponde solo al comando supremo nazionale (nella Russia imperiale e sovietica lo Stavka).
Il fronte è una formazione pluriarma, composta cioè da più unità di diversa tipologia (fanteria, artiglieria, mezzi corazzati, eccetera); benché costituito primariamente da truppe terrestri, un fronte ha generalmente il controllo diretto anche dei reparti di aviazione assegnati all'appoggio diretto delle truppe al suolo, costituiti in apposite "armate aeree". A differenza delle armate che li compongono, i fronti sono costituiti solo in tempo di guerra o nell'immediata imminenza delle ostilità: in tempo di pace le funzioni amministrative di un fronte sono esercitate dai distretti militari in cui è suddiviso il territorio della nazione (o da "gruppi di forze" e comandi di teatro per le armate dislocate fuori dal territorio nazionale).

## Fronti nell'esercito russo

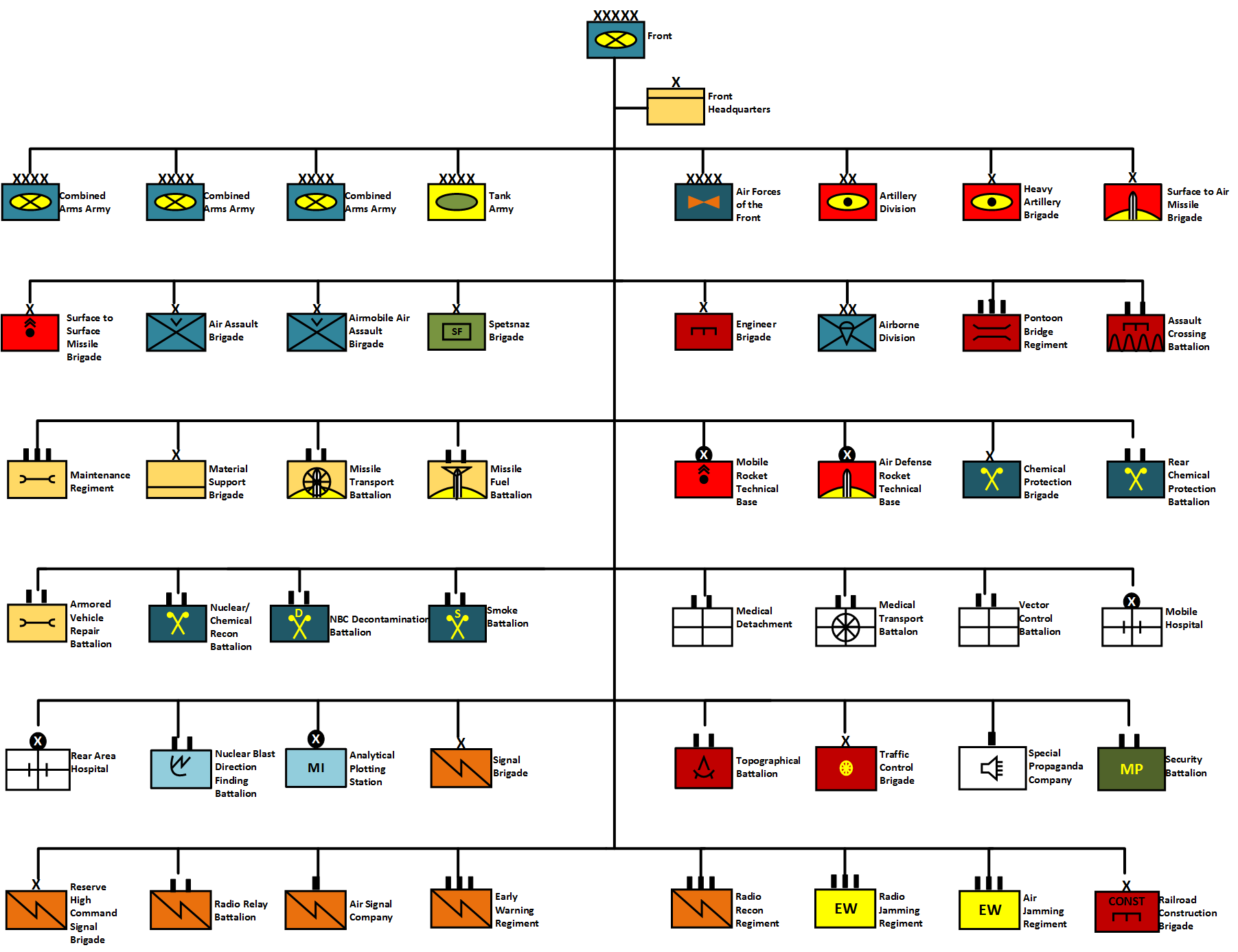
L'organigramma di un fronte sovietico nel 1980

Allo scoppio della prima guerra mondiale nell'agosto 1914, l'alto comando dell'Esercito imperiale russo decise la formazione di due fronti, il Fronte nord-occidentale incaricato di condurre le operazioni contro l'Impero tedesco e il Fronte sud-occidentale assegnato alla frontiera con l'Austria-Ungheria; nell'agosto 1915 il Fronte nord-occidentale fu diviso in due formazioni distinte, il Fronte settentrionale e il Fronte occidentale, mentre alla fine del 1916 fu istituito una quarta formazione, il Fronte della Romania, dopo l'entrata in guerra di questa nazione. Nell'aprile 1917, infine, venne creato anche un Fronte del Caucaso dalla riorganizzazione della precedente Armata del Caucaso.
L'Unione Sovietica attivò due fronti durante l'invasione della Polonia nel settembre 1939, il Fronte bielorusso a nord del fiume Pryp"jat' e il Fronte ucraino a sud. Al momento dell'invasione tedesca dell'URSS nel giugno 1941 i sovietici attivarono cinque fronti a partire dai preesistenti distretti militari delle regioni occidentali dell'Unione Sovietica; con il prosieguo della guerra i fronti formati raggiunsero il totale di quindici: nelle fasi finali del conflitto ciascun fronte controllava una o due armate aeree, due o tre armate corazzate, otto o nove armate di armi combinate (fanteria, mezzi corazzati e artiglieria) e un certo numero di corpi d'armata indipendenti, per un totale di circa un milione di soldati, 3.000 carri armati, 3.000 aerei e 15.000 pezzi di artiglieria.
Nel corso della guerra fredda, la dottrina militare sovietica prescrisse una forza più snella e compatta per un fronte: la sua composizione doveva prevedere un'armata aerea, un'armata corazzata, due o tre armate di armi combinate e una serie di unità indipendenti d'appoggio tra cui una brigata spetsnaz e una aviotrasportata per operazioni dietro le linee nemiche, due brigate lanciarazzi e una divisione di artiglieria pesante, due brigate di missili antiaerei e altre.

## Fronti nell'esercito polacco
Il comando dell'esercito polacco adottò la designazione russa di "fronte" per le formazioni che raggruppavano più armate nel corso della guerra sovietico-polacca del 1919-1921.
Dopo l'invasione del settembre 1939, l'alto comando polacco istituì due formazioni di livello superiore per raggruppare le armate respinte verso est sotto i colpi dell'offensiva tedesca: il Fronte settentrionale (Front Północny) e il Fronte meridionale (Front Południowy), con linea di demarcazione stabilita sul fiume Pryp"jat'. Queste due formazioni ebbero vita breve a causa del crollo dell'esercito polacco sotto gli attacchi congiunti tedeschi e sovietici e non divennero mai pienamente operative.